# Acquedotto di Tarragona
L'acquedotto di Tarragona (in catalano Aqüeducte de les Ferreres), noto anche come Pont del Diable (in italiano: "Ponte del diavolo"), è un antico ponte risalente all'epoca augustea, che fa parte dell'acquedotto romano costruito per fornire acqua all'antica città di Tarraco, oggi Tarragona, in Catalogna. 
Il ponte si trova a 4 chilometri a nord della città ed è classificato come Patrimonio dell'umanità dall'UNESCO dal 2000.

## Descrizione
L'acquedotto di Tarraco prendeva l'acqua dal fiume Francolí, 15 chilometri a nord di Tarragona ed è composto da due livelli di arcate: la parte superiore ha 25 archi e quella inferiore ne ha 11. Tutti gli archi hanno la stessa corda di 20 piedi romani (5,9 m) con una variazione di 15 centimetri. La distanza tra i centri dei pilastri è di 26 piedi romani (7,95 m). Ha un'altezza massima di 27 metri e una lunghezza di 249 metri, comprese le estremità in cui lo specus (canale d'acqua) scorre in cima al muro.

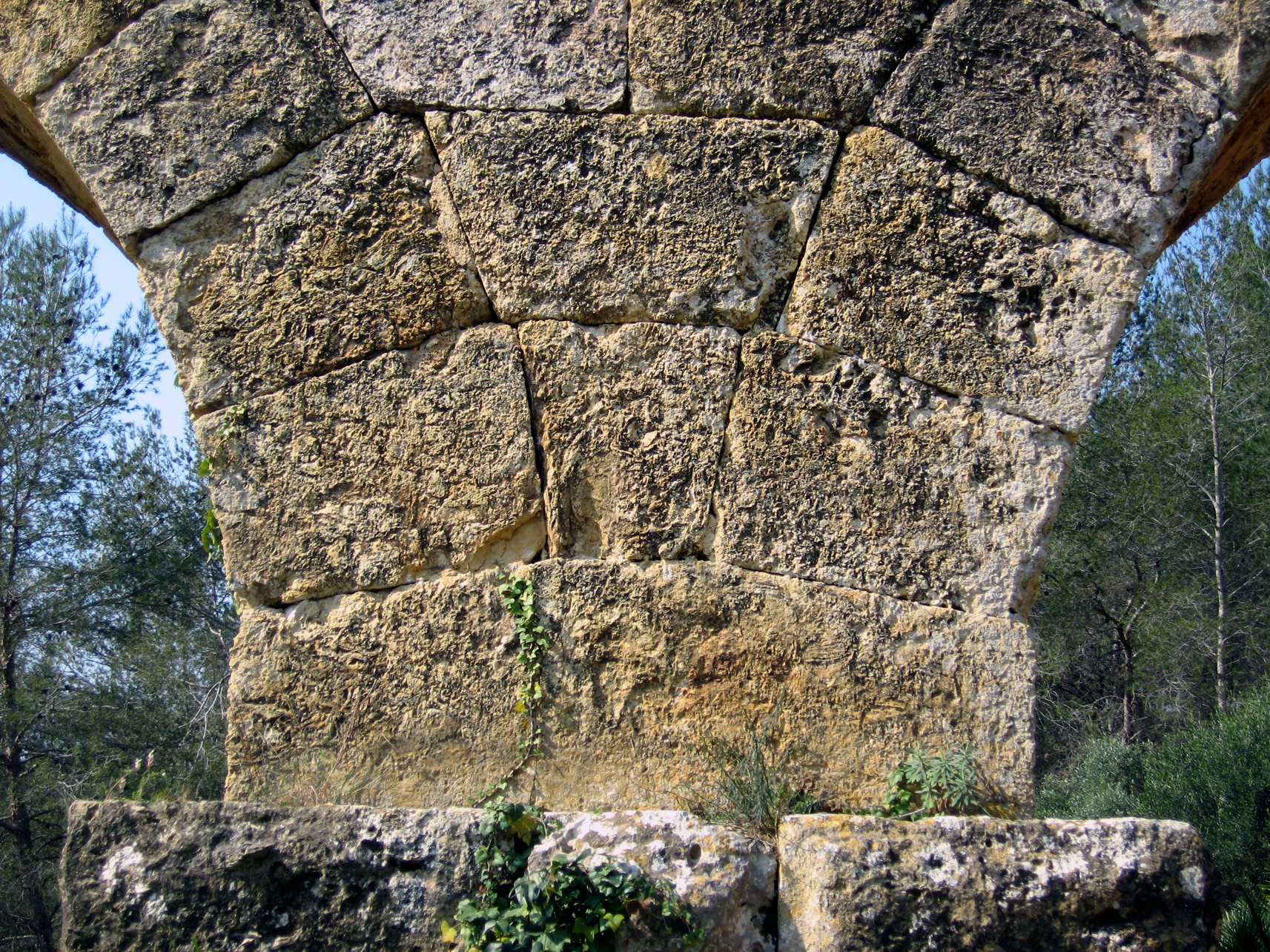
Acquedotto, dettaglio
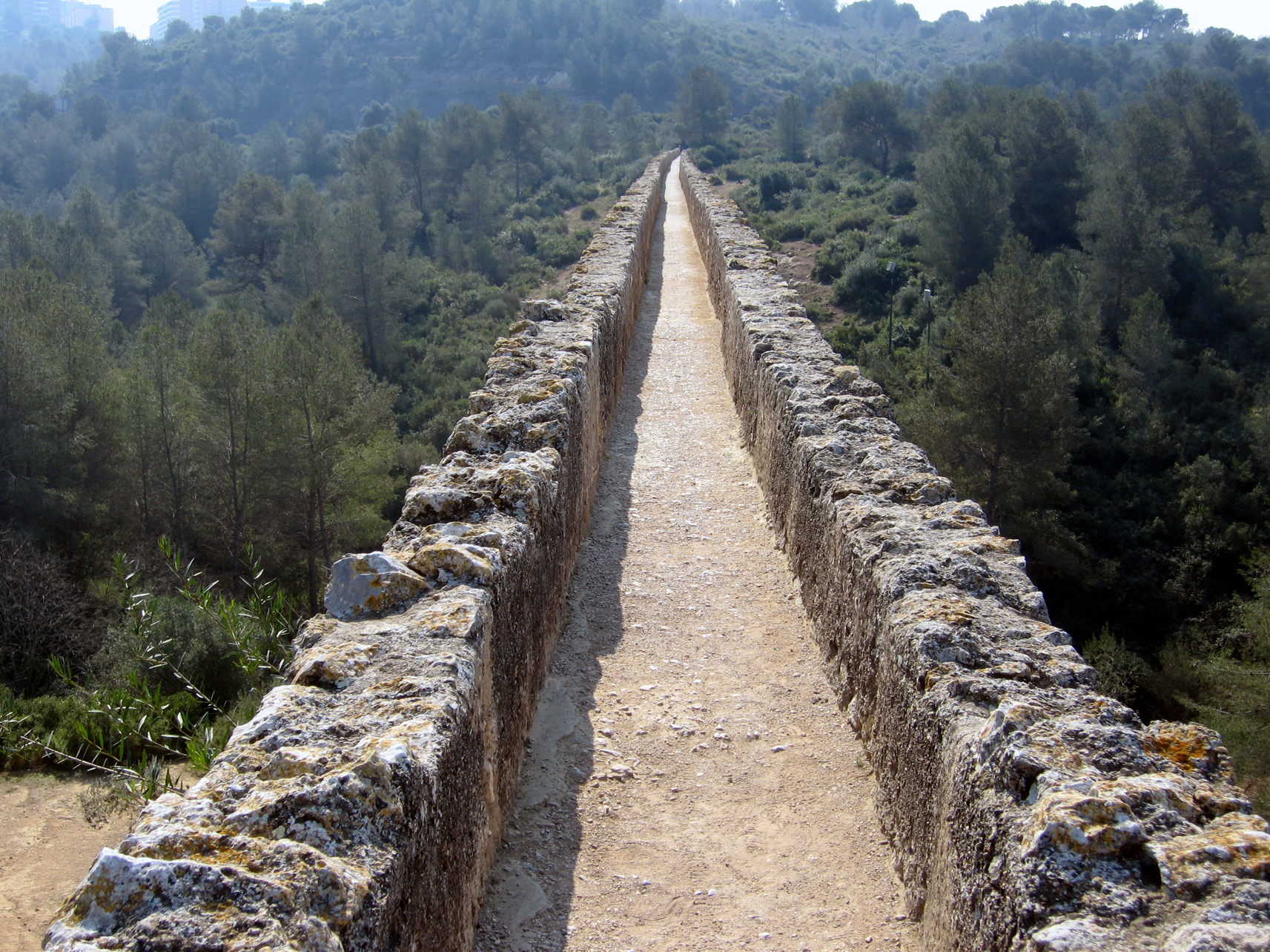
Acquedotto specus
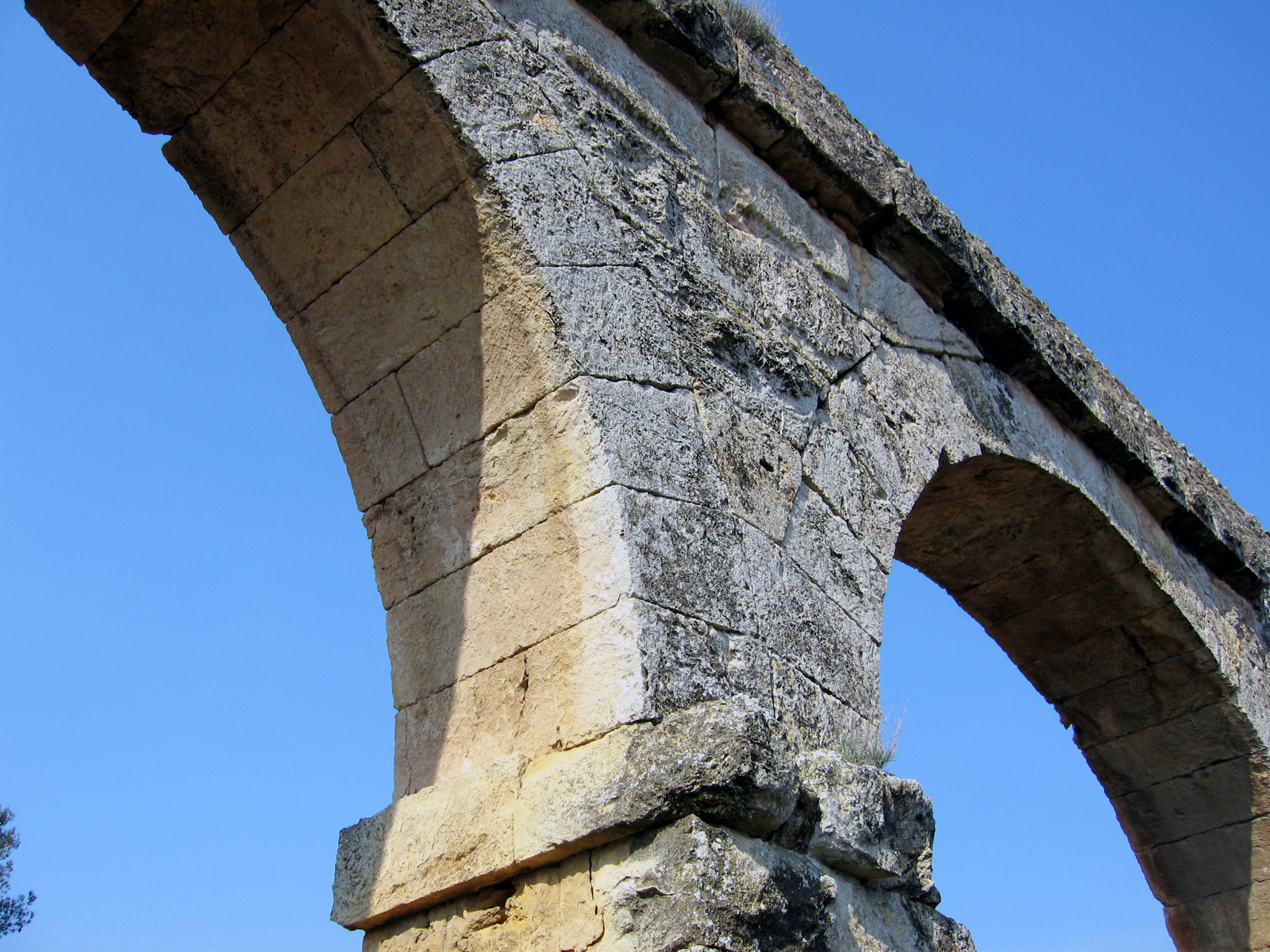
Acquedotto, dettaglio archi
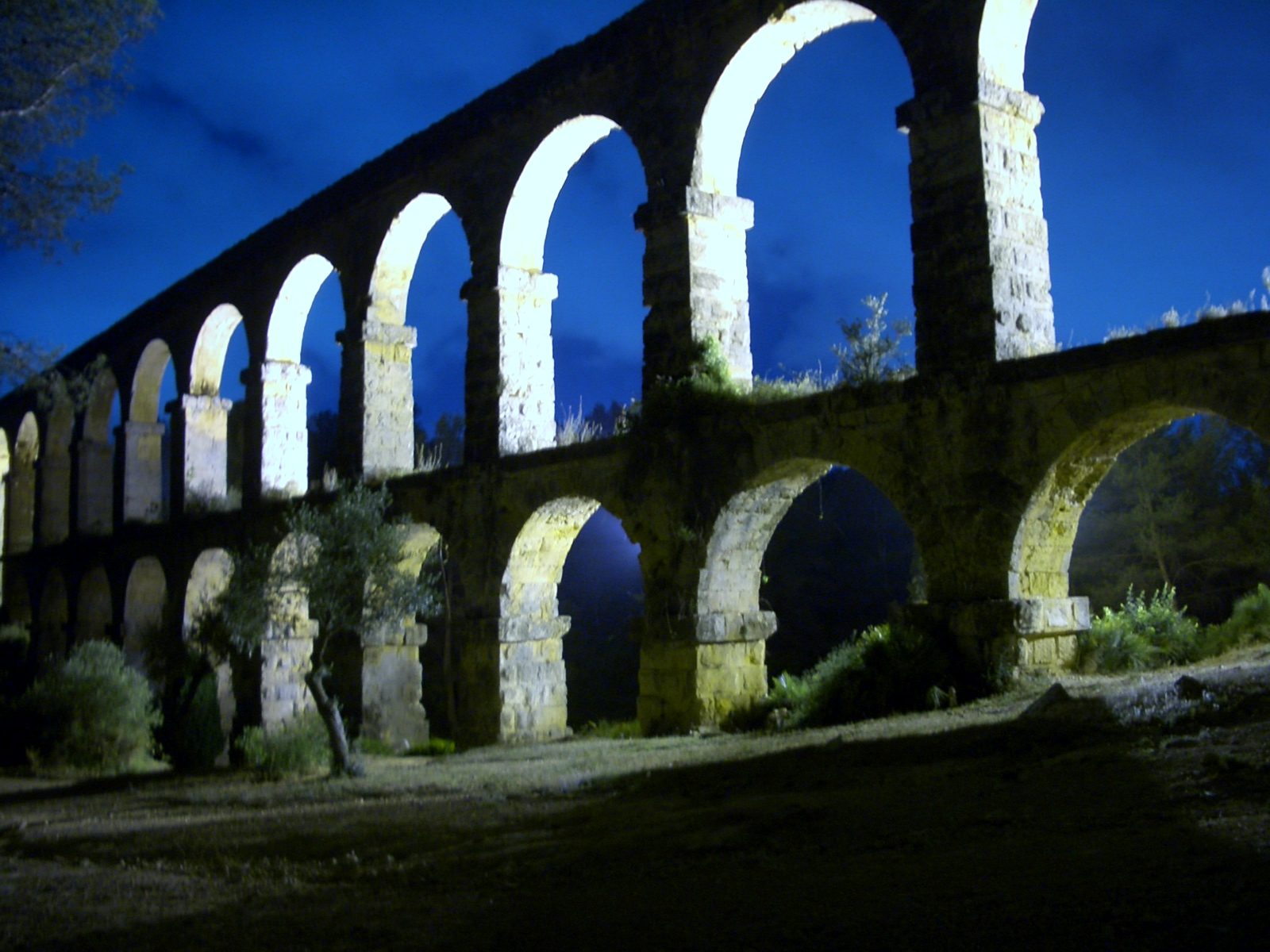
Acquedotto, foto notturna